# Brighten the Corners
Brighten the Corners es el cuarto álbum de estudio de Pavement. Todas las canciones fueron compuestas por el cantante Stephen Malkmus excepto "Date with Ikea" y "Passat Dream". El título del disco probablemente es una referencia al disco de Ella Fitzgerald, Brighten the Corner o a su canción "Brighten the Corner Where You Are", el cual era un tema de Billy Sunday. Este es el único disco de Pavement que contiene una lírica plena en las canciones.
Matador Records lanzó una edición extensa de dos discos con el título Brighten the Corners: Nicene Creedence Edition el 9 de diciembre de 2008.

## Listado de canciones
Todos los temas fueron compuestos por Stephen Malkmus, excepto los marcados.
1. "Stereo" - 3:07
2. "Shady Lane/J vs. S" - 3:50
3. "Transport is Arranged" - 3:52
4. "Date w/ IKEA" - 2:39 (Scott Kannberg)
5. "Old to Begin" - 3:22
6. "Type Slowly" - 5:20
7. "Embassy Row" - 3:51
8. "Blue Hawaiian" - 3:33
9. "We Are Underused" - 4:12
10. "Passat Dream" - 3:51 (Scott Kannberg)
11. "Starlings of the Slipstream" - 3:08
12. "Fin" - 5:24 (aparece como "Infinite Spark" en versiones no americanas.)

## Sencillos
- «Shady Lane»
- «Stereo»
- «Date With IKEA»